# 森岩雄
森 岩雄（、1899年〈明治32年〉2月27日 - 1979年〈昭和54年〉5月14日）は、日本の映画プロデューサー、脚本家、映画評論家。神奈川県横浜市出身。
40年以上に渡り東宝の役員を務め、同社映画の近代的な方向性を確立し、日本映画界に大きく貢献した。

## 来歴
1917年（大正6年）、京華商業高等学校卒業後、成蹊実業専門学校に学ぶ（一期生）。在学中、結核を患ったことをきっかけに、活動写真に興味を持つ。
1919年（大正8年）東京日日新聞が募集した乙種活動写真シナリオに二等第一席（一等なし）で入選。1921年（大正10年）、『活動倶楽部』に日本初の映画論文となる「活動写真芸術の過去・現在・未来」を発表。1922年（大正11年）から『キネマ旬報』に「第八芸術貧燈録」という映画批評を書いた記事を連載。新進気鋭の評論家として知られるようになった。
執筆活動と並行して、1921年に活動写真資料研究会に入社。翌年退社し、友成用三・中曽根丈衛らとともに中央映画社を設立。
1923年、日本映画俳優学校の主事兼講師に着任、教え子には脚本家の八木保太郎はじめ、俳優でのちに2人とも映画監督に転身した小杉勇、島耕二、岸井明などがいた。
その後、映画製作にも乗り出し、文才を生かして脚本家として活躍。1924年（大正13年）、『恋』『寂しき村』の脚本を担当。
前途を嘱目されたが、中央映画社同人、日活映画企画部員を歴任。中央映画社では海外映画の輸入を担当し、『カリガリ博士』を買い付けて大ヒットとなり、会社に大きな利益をもたらした。日活では自身が脚本を手掛けた『街の手品師』の欧州売り込みに携わった。
1925年（大正14年）12月から1926年（大正15年）4月にかけて欧米を外遊し、海外の映画業界を見聞する。帰国後、日活の企画本部として山本嘉次郎を幹事とする映画青年の集まり「金曜会」を結成。
1927年（昭和2年）、結婚。
1930年（昭和5年）、映画批評家協会の幹事長に選出されるが、半年で協会は解散。同年7月、金曜会も解散。
1932年（昭和7年）、村田実らが立ち上げた独立プロ新映画社の代表を務める。
1933年（昭和8年）、写真化学研究所の『音楽喜劇 ほろよひ人生』および『純情の都』で構成などを担当。
両作品のヒットにより製作会社のブレーンとしてその才覚を見込まれて、同年12月5日にP.C.L.映画製作所の創立に参加し、同時に取締役に就任。翌年、「金曜会」のメンバー・谷口千吉・亀井文夫・本多猪四郎らが森に誘われ入社した。

### 東宝時代
P.C.LがJ.O.スタヂオと合併して、1937年（昭和12年）9月11日に東宝映画として新たにスタートを切って取締役に就任。同年11月、円谷英二を招聘し、特殊技術課を設立。1942年（昭和17年）2月28日ぶ常務取締役に昇格。1943年（昭和18年）12月10日に東京宝塚劇場との合併で東宝となるも常務取締役として会社に留まる。1944年（昭和19年）、演劇本部長に就任し、特撮を用いた戦争映画の製作を指揮する。
1946年（昭和21年）2月17日に現業重役制を廃止し新たに経営担当者制を布くために芸能担当となる。同年3月13日に公職追放となり退社。
追放後は三和銀行の取締役を務める。この時期、映画プロデューサードア・シャリーの著書『Case History of a Movie』に感銘を受け、雑誌『映画芸術』で「シャァリィの映画製作術論」を連載する。
1951年（昭和26年）2月26日に顧問として東宝に復帰。翌1952年（昭和27年）、アメリカ視察を経て、製作本部長として第一線に返り咲き、東宝映画の総指揮官として戦後の日本映画黄金時代を支えた。
1955年（昭和30年）、常務取締役に就任し、製作本部長のポストを藤本真澄に譲る。1957年（昭和32年）に専務取締役、1962年（昭和37年）に副社長に就任。映画部門を藤本真澄、演劇部門を菊田一夫に任せて、日本の映画界、演劇界に絶大な影響力を及ぼす。1971年（昭和46年）9月16日に映画団体産業連合理事長に就任。1974年（昭和49年）に代表取締役相談役に就任、1976年（昭和51年）に相談役に退く。
1979年（昭和54年）5月14日午前3時27分に心不全のため、中央総合病院分院で死亡（80歳没）

## 人物
予算と人的資源の管理を一元化するプロデューサー・システムを日本の映画界に本格的に導入した人物とされる。プロデューサーの藤本真澄、森田信義、滝村和男、田中友幸の他にも、映画脚本家の八木保太郎、映画評論家の岩崎昶も門下生に連なる。初期の『キネマ旬報』に貢献する一方で、映画文化振興では川喜多かしこの後援者としても知られる。
若いころは喧嘩っ早く、下駄で相手を殴る戦法を好み、「ゲタ岩」の異名を取った。下町情緒あふれる環境で育ち、落語由来の「あーた（貴方）」を口癖とし、語尾に「〜でごわして」を多用した。1931年にコロムビアレコードから発売されたバートン・クレーンの「酒が飲みたい」の日本語詞の作詞者でもある。
PCL時代にハリウッド視察を行い、映画手法としての特殊撮影の重要性を認め、東宝発足後に円谷英二をたっての招きで迎え入れたのは森である。1954年の「G計画（ゴジラ）」が会議にかけられた際も、満場の反対に抗してただ1人この企画を支持し、前代未聞のこの企画を実現せしめた。日本特撮史の功労者の1人である。
因習に縛られた旧来の日本映画システムを嫌う初代東宝社長植村泰二とともに、ハリウッドの制作形式を採り入れ、興行では「ブロック・ブッキング」、企画現場には「ピクトリアル・スケッチ」（総覧的な絵コンテ表）を導入するなど合理化に努めた。
東宝で特技監督を務めた有川貞昌によれば、森は映画製作には様々な才能が必要であると認識しており、そうした才能が集まりやすい体制を作っていたと評している。
1952年のアメリカ視察では、新興勢力であるテレビ局の視察も行っていた。森自身はテレビに携わることはなかったが、長男の森伊千雄は父の勧めによりテレビ業界へ進み、KRT（現TBSテレビ）に入社した。一方で、TBSでの伊千雄の後輩であり、円谷の長男である円谷一が同期の演出部員と森の自宅を訪れた際に、森は「俺達の敵だ」と言い放ったこともあった。
（『私の芸界遍歴』『随想集』の年譜による）

## 著書
- 『早川雪洲 』（東洋出版社） 1922年
- 『映画芸術』（春秋文庫） 1930年
- 『映画脚本二十講 トーキー・サイレント』（映画知識社） 1930年
- 『アメリカ映画製作者論』（垂水書房） 1965年
- 『私の芸界遍歴』（青蛙房） 1975年
- 『大正・雑司ケ谷』（青蛙房、シリーズ大正っ子） 1978年4月
- 『随想集 森雪子』（私家版）1981年5月

## 翻訳
- 『ステラ・ダラス / ラ・ボエーム』（ブローチー /  ミュルジェール）、改造社、世界大衆文学全集） 1928年
- 『ハリウッド・ガール』（ビアトリス・バアトン、四六書院、新でかめろん叢書） 1931年
- 『母の曲』（オリーブ・プローティ、講談社） 1967年

## 受賞歴
- 1962年 - 紫綬褒章
- 1969年 - 勲三等旭日中綬章